# Бурнаја
Бурнаја или Тајпале (рус. Бурная, фин. Taipaleenjoki) река је у Русији која протиче преко територије Приозерског рејона на северозападу Лењинградске области. Представља отоку Суходољског језера, односно јужни рукавац реке Вуоксе преко којег је Суходољско језеро повезано са језером Ладога. У Ладогу се улива код села Соловјово. Укупна дужина водотока је око 10 km.
Река Бурнаја је позната по бројним брзацима и мањим каскадама. Њена највећа притока је река Вјун (дужине 44 km) која се улива у Бурнају као њена десна притока на око 5 km узводно од њеног ушћа у Ладогу.
На реци се одржавају бројна такмичења у рафтингу.

## Историја
Све до 1818. године воде Суходољског језера (у то време познатог под именом Суванто) отицале су ка главном току реке Вуоксе, а од језера ладога било је одвојено широком пешчаном гредм. У пролеће 1818. године услед топљења снега и обилних падавина ниво воде у језеру је нагло порастао и поплавио околна поља и ливаде. Локално становништво је да би спасило властите куће од поплава прокопало мањи канал којим је један део воде преусмерен ка језеру Ладога. У ноћи између 18. и 19. маја невреме је узроковало велике таласе на језеру који су пробили пешчану превлаку, и за кратко време ниво воде у језеру је пао за готово 7 метара. На месту где су воде Суходољског језера пробиле пешчану превлаку формирао се нови водоток, река Бурнаја.
Према неким историјским списима, на месту где се данас налази река током XVI века налазило се мање насеље Волочок Свански у којем је постојало 55 домаћинстава (26 трговачких и 29 рибарских). У насељу је живело између 400 и 450 житеља. Током XVII и XVIII века на превлаци је постојала и тврђава Тајпале, али ни њен тачан локалитет није утврђен.